# Prionolabis oritropha
Prionolabis oritropha is een tweevleugelige uit de familie steltmuggen (Limoniidae). De soort komt voor in het Oriëntaals gebied.